# Ostermontag
Pour plus de détails, voir Fiche technique et Distribution.
Ostermontag est un film allemand, réalisé par Heiko Fipper et sorti en 1991. Il est considéré comme l'un des films les plus insoutenables jamais réalisé, avec de nombreuses scènes de boucherie, de torture extrême, de pédophilie et de nécrophilie explicitement montrées. C'est un film expérimental qui ne dure que 1 h 5.
De la même façon qu'August Underground's Mordum, Ostermontag possède une ambiance snuff movie.
Le titre du film est connu sous plusieurs traductions dont Easter Monday, I Spit On Your Fucking Grave Bitch!, et sous le surnom Snuff Holocaust, acquis avec son statut.

## Synopsis
Un homme (portant le nom de l'acteur-réalisateur Heiko Fipper) amoureux de sa demi-sœur Nicole (joué par Nicole Dietrich) tue par accident la jumelle de celle-ci sans savoir qu'il s'agit de la jumelle. Quelques années plus tard, hanté par son passé, il attire celle qu'il croit être Nicole dans un piège et le film entame alors une course vers l'ultra-violence et le grotesque.

## Fiche technique
- Titre : Ostermontag
- Réalisation : Heiko Fipper
- Scénario : Heiko Fipper
- Distribution : Heiko Fipper

- Musique : Heiko Fipper
- Effets spéciaux : Heiko Fipper et Stephan Fipper
- Caméra : HF-Team
- Distribution : HF Pictures
- Pays d'origine : Allemagne
- Genre : Splatter, horreur, gore, thriller
- Durée : 65 minutes (Director's cut), 80 minutes (Gold Edition)
- Date de sortie : 1991 (Allemagne)
- Classification : Interdit aux moins de 18 ans avec avertissement, interdit en salle, sur les plateformes comme Netflix ou Prime Video et dans certains pays.

## Distribution
- Heiko Fipper
- Nicole Dietrich
- Andreio Fiore
- Stephan Fipper